# Гюнтер Йотингер
Гюнтер Херман Йотингер (на немски: Günther Hermann Oettinger) е германски политик от Християндемократическия съюз (ХДС).

## Биография
Роден е на 15 октомври 1953 г. в Щутгарт в лутеранско семейство. Завършва право и икономика в Тюбингенския университет, след което работи като данъчен консултант и юрист. През 1983 – 1989 г. оглавява младежката организация на ХДС в Баден-Вюртемберг, а през 1991 – 2005 – групата на партията в парламента на провинцията. От 2005 до 2010 г. е министър-председател на Баден-Вюртемберг. След това е европейски комисар за енергетиката в Комисията „Барозу II“ (2010 – 2014) и за цифровата икономика и общество в Комисията „Юнкер“ (от 2014).